# ACVR2B
ACVR2B‏ (Activin A receptor type 2B) هوَ بروتين يُشَفر بواسطة جين ACVR2B في الإنسان.